# جزر كيراما

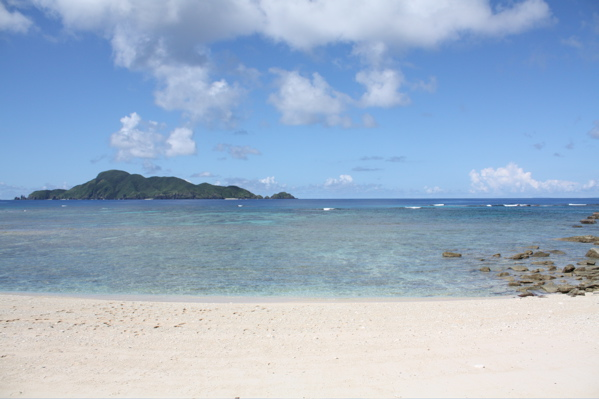
مطلة على البحر من جزر كيراما مع توضيح الشعاب المرجانية

جزر كيراما (باليابانية: 慶良間諸島) هي مجموعة من 22 جزيرة تقع على بعد 32 كيلومترا (20 ميلا) جنوب غربي جزيرة أوكيناوا في اليابان. فيها أربعة من الجزر مأهولة هي جزيرة توكاشيكي، جزيرة زمامي جيما جزيرة اكا، و جزيرة جيريما.